# Aire-sur-l’Adour
Aire-sur-l’Adour település Franciaországban, Landes megyében. Lakosainak száma 6215 fő (2022. január 1.). Aire-sur-l’Adour Barcelonne-du-Gers, Bernède, Le Houga, Lannux, Ségos, Vergoignan, Bahus-Soubiran, Cazères-sur-l’Adour, Duhort-Bachen, Latrille és Sorbets községekkel határos.

## Népesség
A település népességének változása:
| Lakosok száma | 5665 | 6242 | 6205 | 6089 | 6156 | 6099 | 6129 | 6189 | 6197 | 6215 |
|               | 1968 | 1982 | 1990 | 2006 | 2013 | 2015 | 2017 | 2019 | 2020 | 2022 |